# Tobołki (glony)
Tobołki (Pyrrophyta) – grupa glonów, zaliczanych do protistów, wśród których występują zarówno organizmy autotroficzne jak i heterotroficzne. Te jednokomórkowe organizmy zwykle są uwicione choć występują też formy kokalne i nitkowate. 
Do grupy tej według różnych ujęć zaliczane są różne grupy glonów. W wąskim ujęciu grupa ta jest tożsama z bruzdnicami. W szerszych ujęciach oprócz bruzdnic zaliczane są także kryptomonadowe (kryptofity) i chloromonadowe. Obecnie jednak podważa się pokrewieństwo tych grup.
Największą grupę stanowią bruzdnice (Dinoflagellata), dla których cechą charakterystyczną jest obecność dwóch bruzd poprzecznej i podłużnej. Pancerzyk tych glonów zbudowany jest głównie z celulozowych płytek.  Chloroplasty, uzyskane drogą wtórnej endosymbiozy jednokomórkowych krasnorostów (niektórzy przypuszczają jednak, że niektóre gatunki uzyskały chloroplasty od zielenic), z 3 błonami śródplazmatycznymi zawierają chlorofile a i c. 
Komórki tobołków mają barwę brunatną co spowodowane jest obecnością żółtobrązowych barwników, maskujących chlorofil. W jądrze komórkowym nawet między podziałami (w interfazie) dobrze widoczne są zespiralizowane chromosomy.